# Pierre Charton
Pour les articles homonymes, voir Charton.
Pas d'image ? Cliquez ici

a Compétitions nationales et continentales officielles uniquement.

b Matchs officiels uniquement.
Pierre Charton, né le 13 décembre 1913 à Saint-Maur-des-Fossés (Val-de-Marne) et mort le 16 juin 1992 à Saint-Lô (Manche), est un joueur international français de rugby à XV, ayant évolué aux postes de troisième ligne centre, deuxième ligne et troisième ligne aile.
De 1937 à 1939, il joue pour le club de l'AS Montferrand en Championnat de France. Avec ce club, il remporte notamment le Challenge Yves du Manoir en 1938. Il joue ses derniers matchs au club en 1939. L'année suivante, il connaît une sélection en équipe de France. Durant la Seconde Guerre mondiale, il est fait prisonnier de guerre.
Après sa carrière de joueur, il est le maire d'Agon-Coutainville de 1981 à 1990.

## Biographie
Pierre André Charton naît le 13 décembre 1913 à Saint-Maur-des-Fossés dans le département français du Val-de-Marne,.
À partir de 1937, au mois d'octobre, il fait ses débuts avec l'AS Montferrand contre le Stadoceste tarbais en Challenge Yves du Manoir au poste de deuxième ligne,. Début mars 1938, il remporte le Challenge Yves du Manoir en battant l'USA Perpignan 23 à 10 en finale, son premier titre avec l'AS Montferrand et le premier titre du club dans la compétition,,. Pendant la finale, où il est titulaire en deuxième ligne, il est l'un des meilleurs montferrandais et se fait remarquer par sa puissance ainsi que son adresse. Le mois suivant, il dispute la demi-finale du Championnat de France mais l'AS Montferrand est éliminée sur le score de 3 à 0 par le Biarritz olympique, mettant un terme à la saison des Auvergnats. Durant la saison, il dispute dix-sept matchs et évolue également au poste de troisième ligne centre à plusieurs reprises.
La saison suivante, étant toujours un homme de base de l'AS Montferrand, il joue principalement en troisième ligne centre et quelques fois en troisième ligne aile. Au cours de la saison, l'AS Montferrand est éliminé par le RC Toulon en demi-finale du Challenge Yves du Manoir dans un match où il est titulaire et fait partie des meilleurs avants montferrandais. En fin de saison, il se met en évidence lors du huitième de finale du Championnat de France gagné 14 à 11 contre l'AS Soustons au bout de cent minutes de jeu. En quart de finale, le Biarritz olympique élimine une nouvelle fois son club et termine la saison montferrandaise. Cette saison-là, il dispute quinze matchs sur les dix-sept du club. Il quitte le club cette année.
En février 1940, il obtient son unique cape internationale avec l'équipe de France, contre la British Army, en compagnie de deux montferrandais : Pierre Thiers et Roger Paul, où ils sont défaits 3 à 36 au Parc des Princes à Paris,,. En cette période de Seconde Guerre mondiale, il est prisonnier de guerre,. Il fait son retour de captivité en 1945 mais ne rejoue pas avec l'AS Montferrand, au contraire de son ancien coéquipier René Lombarteix lui aussi prisonnier de guerre.
En parallèle à sa carrière de joueur, il exerce le métier de maçon. Devenu entrepreneur dans cette profession, il s'installe en Normandie après sa carrière de joueur et devient le maire d'Agon-Coutainville de 1981 à 1990.
Il meurt le 16 juin 1992 à Saint-Lô dans le département de la Manche,.

## Palmarès
- Vainqueur du Challenge Yves du Manoir en 1938 avec l'AS Montferrand.

## Statistiques

### En club
- 32 matchs joués avec l'AS Montferrand de 1937 à 1939[1].
- 10 points inscrits soit 2 essais.

### En équipe nationale
- 1 sélections en équipe de France en 1940[2].